# Pilen
 For alternative betydninger, se Pil. (Se også artikler, som begynder med Pil)
Pilen (Sagitta) er et lille stjernebillede på den nordlige himmelkugle.